# モクメダマ
モクメダマ（木目玉／木理玉） Tanea undulata (Röding, 1798) は腹足綱・タマガイ科に分類される肉食性の巻貝の一種。貝殻は直径25mm前後のつぶれた球形で、橙褐色の木目模様を持つ。蓋は石灰質で硬い。インド太平洋の暖海域の浅海砂地に生息する。和名には「ガイ」を付けてモクメダマガイと言うこともある。

## 形態
原殻（プロトコンク）は淡橙色～白色。成貝は殻高20mm、殻径25mm程度になり、やや上下につぶれたような球形で、タマガイ亜科としてはやや薄質だが堅固。
殻表は滑らかで、白地に橙褐色〜褐色の稲妻状の縦斑があり木目模様を呈する。全体に淡褐色半透明の薄い殻皮で覆われるため、光沢がなく地色は淡黄褐色に見えるが、殻皮が失われたものでは光沢があり、地色もほぼ純白に見える。橙褐色の縦斑は稲妻状に屈曲し、殻底部では臍域を取り巻く白帯に横切られて途切れることもある。
殻口は半円形で、外唇は単純、内唇から軸唇にかけては直線的で、丸みのある三角形の臍索が臍孔側へ張り出す。殻口内面は白色。臍孔は明らかに開くが、臍索によって狭められるためC字状を呈する。
蓋は殻口にぴったり合う半円形で、外面は厚く石灰化して白色、内面はキチン質で黄褐色。少旋型で核は内縁近くのやや下方にある。外縁に沿って弧状の溝が3本あり、核の周囲近くにも弱い弧状の溝が1本あるが、その中間域は平滑。
軟体は白色〜淡褐色で、前足に3本、後足の中央に1本の目立つ黒い縦線が走るが、側部や上足には模様はない。前足の縁も細く黒ずむことがある。

## 生態

### 生活
日中は砂中に潜り、夜間に海底表面に這い出て活動する。タマガイ科の貝類は肉食性で、他の貝類を襲って食べる。その際、口近くの穿孔腺から分泌した酸で獲物の貝殻を脆くしながら、歯舌で削ってすり鉢型の穴を穿ち、そこから吻を伸ばし入れて殻内の肉を食べる。
タマガイ科は、雌雄異体で交尾によって受精し、メスは砂茶碗と呼ばれる砂と卵とを綴り合せた特徴的な卵嚢を作る。

### 分布
温帯〜熱帯のインド太平洋。日本の紀伊半島以南、東はパプアニューギニア及びソロモン諸島。
水深40mまでの砂地に生息する。

## 分類
【原記載】
- Cochlis undulata Röding, 1798 :p.147 no.1841.
- Röding, P.F., 1798年 [12月]. Museum Boltenianum sive Catalogus Cimeliorum e tribus regnis naturae quae olim collegerat Joa. Fried Bolten, M.D.p.d. ... pars secunda continens Conchylia sive Testacea univalvia, bivalvia et multivalvia. Hamburg, vii + 1-199.（archive.org）・（biodiversitylibrary.org)

ラマルクが記載した Natica zebra Lamarck, 1822という学名は本種の新参シノニムとされるが、19世紀から20世紀半ばまで長期間にわたって使用されたため、その間のほとんど全ての文献でモクメダマの学名は zebra となっている。
属名では、ヒョウダマ属 Tanea がタマガイ属 Natica の亜属とされる場合、ヒョウダマ属 Tanea のシノニムとされる Notocochlis が使用される場合、また亜属を認めずにタマガイ属 Natica として扱う場合などもある。
このため属名と種小名の様々な組み合わせから、本種は Natica zebra、Notocochlis zebra、Natica (Notocochlis) zebra、Natica (Tanea) undulata、Natica undulata、Notocochlis undulataなどの学名で扱われてきた。
和名「モリメダマ」は誤植。

## 近似種

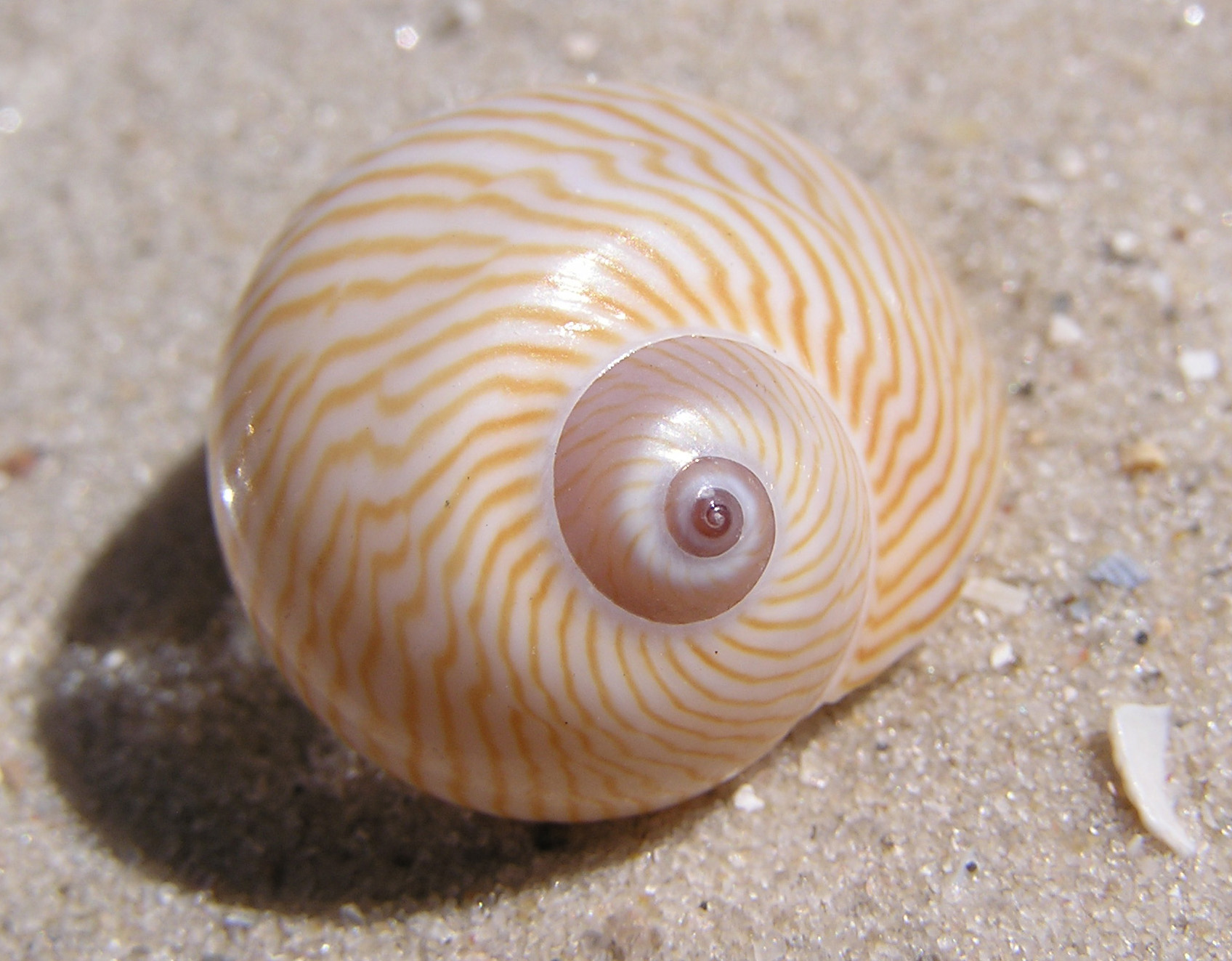
マサメダマ
Tanea lineata

- マサメダマ Tanea lineata (Röding, 1798) の殻は白色地に褐色の縦斑があり一見似るが、縦斑は細くて数も多く、殻口を正面に向けた場合には20〜30本程度の縦斑が見え（モクメダマでは7〜10本前後）、多少波打つ程度でモクメダマのような強い稲妻状にはならない。成貝サイズも大きく、殻高・殻径ともに40mmほどの球形で、殻高が殻径の8割程度でつぶれた球形のモクメダマとは殻形も異なる。また軟体は全体が一様な淡褐色でこれといった斑紋がない。奄美群島以南のインド太平洋に分布する[1]。

- 下記の Tanea 属の諸種なども褐色の縦斑を持つが、いずれの種も縦斑は細かく、縦斑が強く屈曲する場合には隣同士の屈曲部が連続して狭い螺状帯となるなど、モクメダマのように縦斑全体が大胆な稲妻模様を呈することはない。
  - ミナミカザリダマ Tanea euzona (Récluz, C., 1844),
  - オオナミカザリダマ Tanea magnifluctuata (Kuroda, 1961)
  - ハルサメダマ Tanea pluvialis Kurono, 1999
  - カンゼミズタマ Tanea tenuipicta (Kuroda,1961)

## 人間との関係
まとまった量が採取されないことから恒常的な食料などには用いられず、模様のある殻が鑑賞用やペットのヤドカリの殻に用いられる程度で、それ以外の特別な関係は知られていない。